# Fura-2
Fura-2 ist ein Fluoreszenzfarbstoff, der mit Calcium-Kationen (Ca2+) Chelatkomplexe bildet und zur Bestimmung von intrazellulären Calcium-Konzentration eingesetzt wird. Fura-2 ist als Pentakalium- oder als Pentanatriumsalz erhältlich. Mit dem Fura-2AM (Fura-2-Acetoxymethylester) ist auch ein membrangängiges Derivat bekannt.

## Eigenschaften
Der Calciumkomplex kann mit UV-Licht (340 nm bis 380 nm) angeregt werden und fluoresziert im sichtbaren Bereich. Zur photometrischen Bestimmung der Konzentration wird die Emission bei ca. 510 nm beobachtet. Die Emissionsrate bei dieser Wellenlänge ist direkt proportional zur Konzentration der (intrazellulären) Calciumionen.

## Andere Fura-Farbstoffe
Neben Fura-2 sind auch noch Fura-1 und Fura-3 bekannt:
| Fura | Allgemeine Struktur | R |
| ---- | ------------------- | - |
| 1    |                     |   |
| 2    |                     |   |
| 3    |                     |   |

## Alternativen
Als Alternativen können Aequorin, Furaptra, Calcein und Indo-1 verwendet werden.